# Optické prostředí
Optické prostředí je obecně jakékoliv prostředí, v němž se šíří elektromagnetické vlnění.

## Druhy optických prostředí

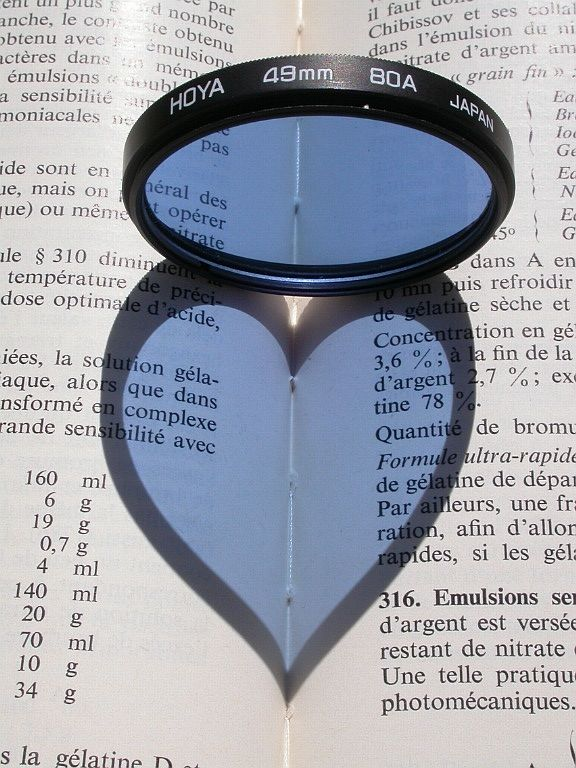
Sklo filtru tvoří průsvitné zbarvené homogenní izotropní optické prostředí

Z hlediska šíření elektromagnetického vlnění (např. světla) v daném optickém prostředí se prostředí označuje jako
- průhledné – v optickém prostředí nedochází k rozptylu vlnění. Hovoří se o průhlednosti.
- průsvitné – vlnění prostředím částečně prochází a částečně se v něm rozptyluje. Bývá také označováno jako matné. Hovoří se o průsvitnosti.
- neprůhledné – vlnění je v prostředí pohlcováno nebo se odráží od povrchu prostředí zpět. Hovoří se o neprůhlednosti.

Podle toho, které frekvence prostředím prochází lze rozdělit optické prostředí na:
- barevné (zbarvené) – v prostředí jsou pohlcovány pouze určité frekvence nebo intervaly frekvencí. Příkladem mohou být barevná skla.
- čiré – prostředím prochází všechny frekvence vlnění. Čirým prostředím je např. vzduch nebo sklo.

Podle toho, zda má v různých místech optické prostředí stejné vlastnosti lze jej rozlišit na:
- homogenní (neboli stejnorodé)  – optické prostředí má ve všech místech stejné vlastnosti
- nehomogenní (nestejnorodé) – optické prostředí má v různých místech rozdílné vlastnosti

Podle závislost rychlosti šíření vlnění na směru lze optické prostředí rozdělit na
- opticky izotropní prostředí – rychlost šíření nezávisí na směru. Obvykle tvořeno plyny, kapalinami nebo pevnými nekrystalickými látkami, příkladem je např. sklo.
- opticky anizotropní prostředí – rychlost šíření závisí na směru. Příkladem opticky anizotropních prostředí jsou některé krystaly, např. krystal křemene.

## Vlastnosti
V optickém prostředí je rychlost šíření elektromagnetické vlny menší než rychlost světla ve vakuu.
Při průchodu světla z jednoho optického prostředí do druhého dochází ke změně rychlosti, ale vlna si zachovává frekvenci.
Dvě optická prostředí lze porovnávat podle jejich indexů lomu. Prostředí s větším indexem lomu se označuje jako opticky hustší prostředí. Prostředí s menším indexem lomu je pak označováno jako opticky řidší prostředí.
Při šíření záření z prostředí opticky řidšího do opticky hustšího prostředí se paprsky lámou směrem ke kolmici (tzv. lom ke kolmici).